# Thomas Voeckler
Thomas Voeckler (Schiltigheim, 1979. június 22. –) francia országúti kerékpározó. A Tour de France-okon mutatott kiemelkedő teljesítményei miatt francia "nemzeti hősnek" számít.
2017-ben visszavonult a versenyzéstől.

## Karrierje
2003-ban aratta első győzelmét: a Luxemburgi körverseny két szakaszát és az összetettet is megnyerte. 2004-ben a kevéssé ismert versenyző megnyerte a francia bajnokságot, majd elindult első Tour de France-án. Az 5. szakaszon egy szökés tagja volt, mellyel elegendő időelőnyt szerzett a sárga trikó átvételéhez Lance Armstrongtól. Általános meglepetésre, a trikót 10 napig védte, a nehéz hegyi szakaszokon is sikerült megtartania a Pireneusokban, de a 15. szakaszon az Alpokban elvesztette azt. A záró időfutamon legjobb 25 év alattinak járó fehér trikót is elvesztette, ennek ellenére nemzeti hősként ünnepelték.
2005-ben megnyerte a Four Days of Dunkirk 3. szakaszát, 2006-ban pedig a Paris-Bourges-t és a baszk körverseny 5. szakaszát. 2007-ben a GP Plouay-n aratott győzelmet. 2009-ben megnyerte a Circuit de la Sarthe összetett versenyét.
A 2009-es Tour de France-on aratta első Tour-szakaszgyőzelmét: egy szökés tagja volt, majd 5 km-rel a céltól támadott, és megnyerte a szakaszt.
2010-ben ismét megnyerte a francia bajnokságot, Christophe Le Mével-t lehajrázva. Ebben az évben szintén szakaszt nyert a Touron, mégpedig a 15. szakaszt.

### 2011
A 2011-es Tour de France-on, a 9. szakaszon szökésben volt, hazaértek, és átvette a sárga trikót (Thor Hushovdtól). Első helyét a 19. szakaszig, az Alpe d’Huez-i befutóig tartotta. Itt Andy Schleckkel szemben elveszítette azt, és visszacsúszott a 4. helyre. A másnapi időfutamon megőrizte pozícióját, így 2000 óta ő a legjobb helyezést elért francia versenyző összetettben.

### 2012
Ebben az évben jó eredményeket ért el a tavaszi klasszikusokon: 8. lett a flandriai körversenyen, megnyerte a Brabantse Pijl-t, 5. lett az Amstel Gold Race-en és 4. a Liège–Bastogne–Liège-en.
A Tour de France első hete nem sikerült jól, jelentős időhátrányba került. Ezzel azonban lehetősége nyílt szökésekben való részvételre. A 10. szakaszon így is tett, megnyerte a szakaszt, és átvette a pöttyös trikót. A 16. szakaszon is megszökött, megnyerte mind a négy hegyi hajrát és megnyerte a szakaszt. Ezzel ismét megszerezte a pöttyös trikót, melyet Párizsig megőrzött.

## Sikerei
2003
Tour de Luxembourg
 1. összetettben
Tour de l'Avenir
1., 8. szakasz
2004
 Nemzeti országúti bajnok
Tour de France
18. összetettben
Sárga trikó  5.-14. szakasz
2005
Four Days of Dunkirk
1., 3. szakasz
Tour de France
Pöttyös trikó  2. szakasz
2006
1., Paris-Bourges
Baszk körverseny
1., 5. szakasz
2007
Párizs–Nizza
1., hegyi pontverseny 
1., GP Ouest France–Plouay
2008
Tour de France
Pöttyös trikó  1.-5. szakasz
Circuit de la Sarthe
 1. összetettben
2009
Tour de France
1., 5. szakasz
Étoile de Bessèges
 1. összetettben
Tour du Haut Var
 1. összetettben
1., 2. szakasz
2010
 Nemzeti országúti bajnok
Tour de France
1., 15. szakasz
1., Grand Prix Cycliste de Québec
2011
Tour de France
4. összetettben
Sárga trikó  10.-19. szakasz
Four Days of Dunkirk
 1. összetettben
1., 4. szakasz
Tour du Haut Var
 1. összetettben
Párizs-Nizza
1., 4. és 8. szakasz
2012
Tour de France
1., hegyi pontverseny 
1., 10. és 16. szakasz
1., Brabantse Pijl
4., Liège–Bastogne–Liège
5., Amstel Gold Race
8., Flandriai körverseny

### Eredményei nagy körversenyeken
|                 | 2001 | 2002 | 2003 | 2004 | 2005 | 2006 | 2007    | 2008 | 2009 | 2010 | 2011 | 2012 |
| --------------- | ---- | ---- | ---- | ---- | ---- | ---- | ------- | ---- | ---- | ---- | ---- | ---- |
| Giro d’Italia   | 135. | -    | -    | -    | -    | -    | feladta | -    | 89.  | 23.  | -    | -    |
| Tour de France  | -    | -    | 119. | 18.  | 124. | 89.  | 66.     | 97.  | 67.  | 76.  | 4.   | 26.  |
| Vuelta a España | -    | -    | -    | -    | 101. | -    | -       | -    | -    | -    | -    |      |